# Strikes and Spares
Strikes and Spares er en kort amerikansk sportsfilm fra 1934, instrueret af Felix E. Feist og produceret af Pete Smith.
I filmen viser den professionelle bowlingspiller, Andy Varipapa hvordan man bowler, og han viser derefter en række trickskud.
Filmen var nomineret til en Oscar for bedste kortfilm (Nyhed) i 1935.